# Uciderea unui cerb
Uciderea unui cerb sau Vânătoarea de cerbi - Uciderea este o pictură foarte mare (355x505 cm), reprezentând o scenă de vânătoare, realizată în 1867 de Gustave Courbet. Tabloul este expus în prezent la Muzeul de Arte Frumoase și de Arheologie din Besançon, Franța.

## Istorie
Pictura a fost realizată în timpul iernii 1866-1867. Este în formatul mare nou adoptat de Courbet, ca și în Înmormântare la Ornans și Atelierul artistului. Lucrarea a fost expusă la Saloanele și academiile de artă franceze din 1869. Tabloul a stârnit un oarecare scandal, formatele mari fiind anterior rezervate mai degrabă picturilor de istorie nobiliară decât scenelor de vânătoare.

## Iconografie
Scena arată un cerb atacat de o haită de câini de vânătoare și prăbușit pe pământul înzăpezit. Două personaje se află în dreapta. Instructorul este Cusenier Jules, un locuitor din Ornans, în timp ce bărbatul călare este Felix Gaudy, din Vuillafans. Pictura se înscrie în tradiția reprezentării scenei vânătorii, din secolul al XVII-lea. Courbet folosește o reprezentare realistă aspră, mai apropiată de modelele flamande. Scenele de vânătoare sunt frecvente în tablourile lui Courbet fiind reprezentată fiecare etapă a urmăririi.

## Influențe

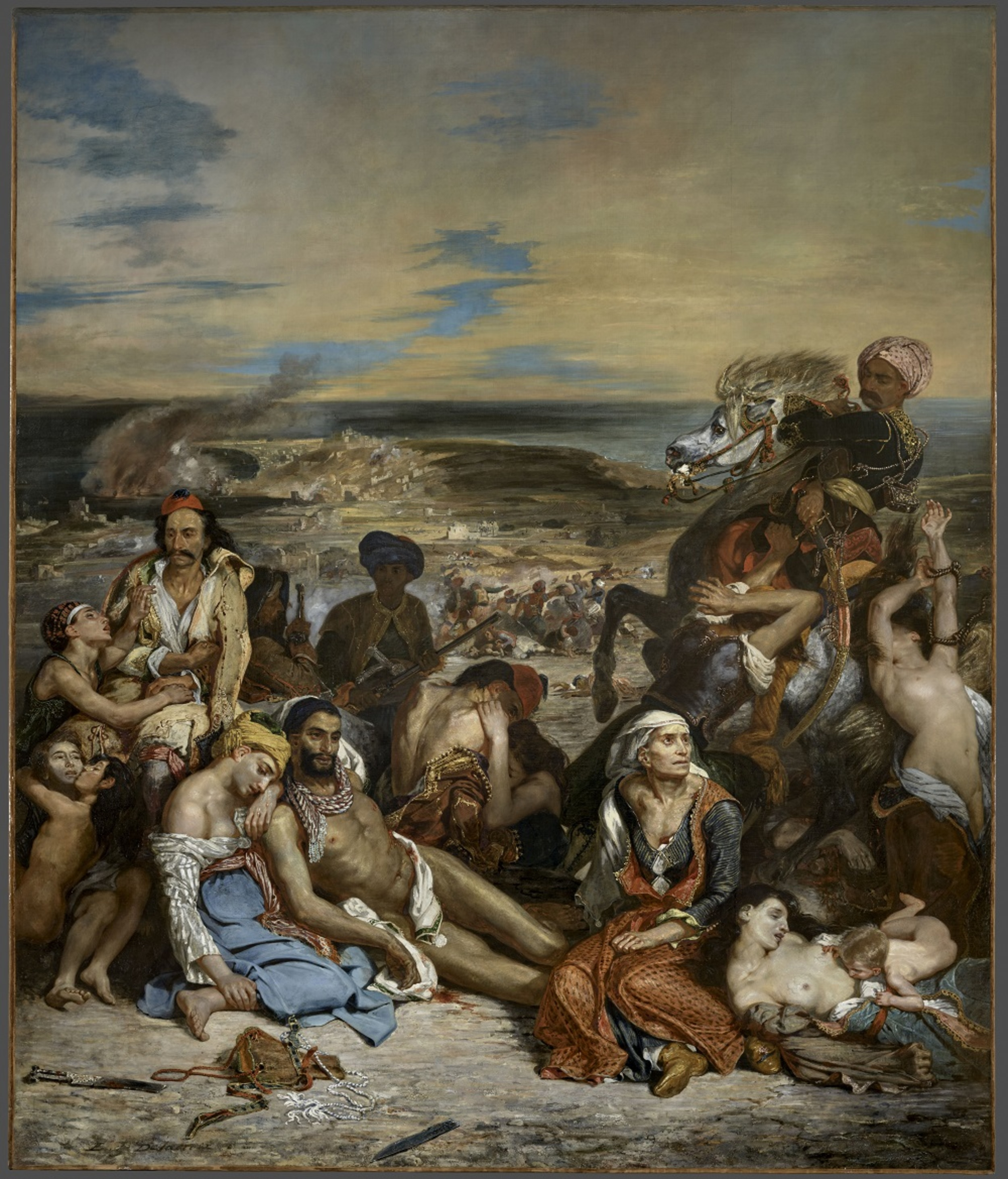
Măcelul din Chios de Eugène Delacroix in Louvre.

Există o altă influență în acest tablou, cea a Măcelului din Chios (1824) de Eugène Delacroix (ilustrat). Influența sa se reflectă în special prin personajul călare.